# غوستاف لي روج
غوستاف لي روج (بالفرنسية: Gustave Le Rouge)‏ (22 يوليو 1867، فالوغنس في فرنسا - 24 فبراير 1938، باريس في فرنسا)؛ صحفي وروائي فرنسي.